# Mamede
Mohamed Ali Hamze, mais conhecido como Mamede (Ain Katarza Bad, 5 de fevereiro de 1928 – Campina Grande do Sul, 24 de julho de 2008), foi um político naturalizado brasileiro, nascido no Líbano. Foi eleito prefeito de Cambará por três mandatos e deputado estadual, tendo sido o primeiro e único muçulmano a exercer um cargo político executivo na história do Brasil.
Mamede imigrou para o Brasil em abril de 1951 e em 1980 naturalizou-se brasileiro. Residiu-se no município de Avaré/SP durante 6 anos e logo após, mudou-se para Cambará/PR onde iniciou sua vida política. Antes, foi comerciante. Foi casado com Ignez Panich.

## Vida política
Em 1989, foi eleito prefeito do município de Cambará pela primeira vez. Em 1997, foi prefeito novamente, adotou a política “do povo, pelo povo e para o povo”. Reelegeu-se prefeito novamente em 2000, quando trouxe indústrias e moradias para o município. Na sua gestão, chegou a construir mais de 4.000 casas populares e ficou conhecido como o prefeito da habitação.
Nas eleições de 2006 foi eleito Deputado Estadual pelo Movimento Democrático Brasileiro (MDB).
Morreu aos 80 anos em 24 de julho de 2008 no Hospital Angelina Caron, em Campina Grande do Sul, vítima de leucemia e broncopneumonia. Na Assembleia Legislativa do Paraná, assumiu a sua vaga o suplente Jonas Guimarães, também do MDB.